# Nayra N. Bomfim
Nayra Nascimento Bomfim Fernandes () es una botánica, taxónoma, fitogeógrafa, y profesora brasileña.
Licenciada en Agronomía (2008), M.Sc. (2011) y Doctora en Botánica (2014). Opera en el Proyecto de obtención de plantas resistentes a nematodos de agallas de raíz (Meloidogyne incognita) desde silenciamiento de genes por interferencia de ARN. Se dedicó a la investigación de las especies silvestres del género Manihot (Euphorbiaceae) para la mejora de la mandioca. Tiene experiencia en la botánica aplicada a la mejora: en especial anatomía, citogenética y la taxonomía de las especies de Manihot. Está interesada en las siguientes áreas: mejoramiento vegetal, genómica funcional, control de nematodos, conservación de especies nativas; anatomía vegetal, quimeras vegetales y educación ambiental.

## Carrera
En 2008, obtuvo la licenciatura en Agronomía por la Universidad de Brasilia, UNB, Brasil, con un trabajo final: Plan de Recuperación de zona degradada: Cascalheira DE FERROCARRIL ubicada en la Granja ÁGUA LIMPA UNB. Director: Rodrigo Studart Correa. En 2011, la maestría en Botánica (CAPES concepto 4) por la misma casa de altos estudios, UNB, Brasil. Realizó la defensa de la tesis: "Efecto Injerto en Mandioca", asesorada por Nagib Mohammed Abdalla Nassar, y coorientada por Dalva Graciano Ribeiro; y, fue becaria del Consejo Nacional de Desarrollo Científico y Tecnológico, CNPq, Brasil. Y, en 2014, el doctorado en Botánica por la Universidad de Brasilia, UNB, Brasil. Realizó la defensa de la tesis: "Las quimeras periclinais en Manihot: síntesis, identificación y potencial económico", con la dirección de Nagib Mohammed Abdalla Nassar. Fue becaria de la Coordinación de Perfeccionamiento de Personal de Nivel Superior.

## Algunas publicaciones[5]
- nayra n. Bomfim, nagib m.a. Nassar. 2014. Development of cassava periclinal chimera may boost production. Genetics & Molecular Research 13: 819 - 830.

- -------------------, ----------------------. 2013. Síntese de Quimera Periclinal em Mandioca. In: 64º Congresso Nacional de Botânica, 2013, Belo Horizonte. Anais do 64º Congresso Nacional de Botânica, 2013.

- nagib m.a. Nassar, nayra n. Bomfim. 2013. Synthesis of periclinal chimera in cassava. Genetics & Molecular Research 12: 610 - 617.

- ----------------------, ------------------, j.m. Mendoza, n.o. Sano. 2012. Some interesting cassava cultivars 3-UnB 310. Gene Conserve 11: 3.

- nayra n. Bomfim, dalva Graciano-Ribeiro, nagib m.a. Nassar. 2011. Genetic diversity of root anatomy in wild and cultivated Manihot species. Genetics & Molecular Research 10: 544 - 551.

- ------------------, -----------------------------, ----------------------. 2011. Anatomic changes due to interspecific grafting in cassava (Manihot esculenta). Genetics & Molecular Research 10: 1011 - 1021.

- nagib m.a. Nassar, nayra n. Bomfim, n.o. Sano, e.j.r. Magalhães. 2011. Técnicas novas na produção da mandioca para melhorar o bem estar dos pequenos agricultores no DF E Goiás. Participação (UnB) 19: 56 - 63.

- ---------------------, a.y.a.m. Elsayed, nayra n. Bomfim, c.s. Freitas. 2011. Some interesting cassava cultivars 2- UnB 110. Gene Conserve 10: 186 - 189.

- ---------------------, nayra n. Bomfim, a.y.a.m. Elsayed, c.s. Freitas. 2011. Some interesting cassava cultivars 1- UnB 201. Gene Conserve 10: 183 - 185.

- ---------------------, dalva Graciano-Ribeiro, nagib m.a. Nassar. 2011. Anatomia de raízes de mandioca. Qual é a importância agronômica desta informação? In: XIV Congresso Brasileiro de Mandioca. Maceió, DF. Anais do XIV Congresso Brasileiro de Mandioca.

- ---------------------, dalva Graciano Ribeiro, nayra n. Bomfim, pollyanna t.c. Gomes. 2010. Manihot fortalezensis Nassar, Ribeiro, Bomfim et Gomes a new species of Manihot from Ceará, Brazil. Genetic Resources & Crop Evolution 57:

- ---------------------, nayra n. Bomfim, a. Chaib, l.f.a. Abreu, p.t.c. Gomes. 2010. Compatibility of interspecific Manihot crosses presaged by protein electrophoresis. Genetics & Molecular Research 9: 107 - 112.

- ---------------------, p.t.c. Gomes, a.m. Chaib, nayra n. Bomfim, r.c.d. Batista, r.g. Collevatti. 2009. Cytogenetic and molecular analysis of an apomictic cassava hybrid and its progeny. Genetics & Molecular Research 8: 1323 - 1330.

- ---------------------, d. Kalkmann, d.y.c. Hashimoto, nayra n. Bomfim, r.g. Collevatti, a.m.m. Castro. 2008. A clue to the role of apomixis in Manihot speciation. Gene Conserve 7: 58.

- nayra n. Bomfim, d.y.c. Hashimoto, nayra m.a. Nassar. 2005. Desenvolvimento de Clones Apomíticos da Mandioca - Seleção por meios Embriônicos. En: XI Congresso Brasileiro de Mandioca, Campo Grande, MS. Anais Ciência e tecnologia para a raiz do Brasil, p. 1 - 4.

### En Congresos
- nayra n. Bomfim, dalva Graciano-Ribeiro, nagib m.a. Nassar, t.n. Oliveira, cássia Dechichi. 2010. Efeito da enxertia em mandioca (Manihot esculenta Crantz - Euphorbiaceae. In: 61º Congresso Nacional de Botânica, 2010, Manaus, AM. Anais do 61º Congresso Brasileiro de Botânica.

- -------------------, -----------------------------, ------------------. 2010. Variação Anatômica em Manihot sp (Euphorbiaceae). In: 61º Congresso Nacional de Botânica, Manaus, AM. Anais do 61º Congresso Nacional de Botânica.

- -------------------, n.v.g. Milanezi, nagib m.a. Nassar. 2006. Desenvolvimento de Clones Apomíticos da Mandioca - Seleção por meios Embriônicos. In: XII Cong. de Inic. Cientif. da UnB e 3º Cong. de Inic. Cientifica do DF, Brasília, DF. Anais do XII Cong. de Inic. Cientif. da UnB e 3º Cong. de Inic. Cientifica do DF.

- -------------------, d.y.c. Mashimoto, a.m.m. Castro, nagib m.a. Nassar. 2005. Estudo Embriônico da Apomixia na Mandioca. In: XI Cong. de Inic. Científ. da UnB e 2º Cong. Inic. Cientif. do DF, Brasília, DF. Anais do XI Cong. de Inic. Científ. da UnB e 2º Cong. Inic. Cientif. do DF.

- La abreviatura «Bomfim» se emplea para indicar a Nayra N. Bomfim como autoridad en la descripción y clasificación científica de los vegetales.[6]